# Бараны
Бара́ны (лат. Ovis) — род парнокопытных из семейства полорогих (Bovidae), включающий домашнюю овцу.
Согласно Этимологическому словарю русского языка, «баран» — общеславянское производное от того же корня, что и перс. bärre «ягненок», греч. arēn «овца, баран» и т. д., восходящего к индоевроп. *uer «шерсть».
По другой версии, название заимствовано из иранских языков, посредством тюркских.

## Внешний вид

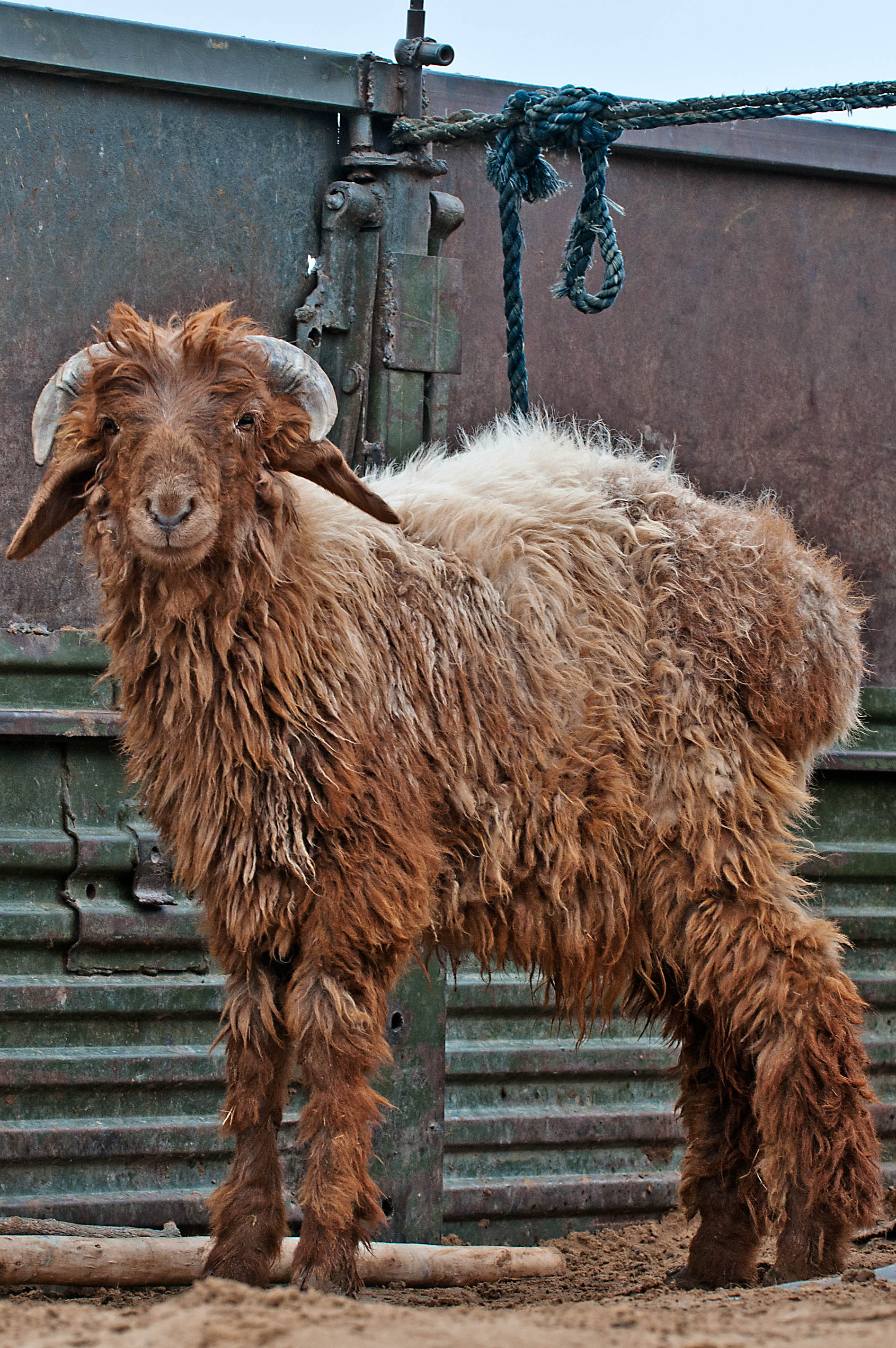
Барашек в Туркменистане

Бараны достигают длины от 1,4 до 1,8 м, хвост длиной от 7 до 15 см. Высота в плечах от 65 до 125 см, вес — от 20 до 200 кг, причём самцы всегда значительно массивнее самок. Окраска шерсти варьирует от беловатой до тёмно-коричневой и даже чёрной, нередко случается смена шерсти. Самцы вокруг шеи часто носят своеобразную гриву, но в отличие от козлов не имеют бородки. Рога есть у обоих полов, однако у самок они более мелкие. Рога самцов с возрастом начинают закручиваться по спирали и могут достигать длины 1 м.

## Генетика
В диплоидных клетках у разных групп баранов имеется различное число хромосом. Это число (2n) составляет от 52 (у снежного барана) до 58 (у уриала).
Иногда количество хромосом может различаться у представителей одного вида и даже у одной особи. У домашней овцы обычно имеется набор из 54 хромосом, однако нередко присутствуют клетки с числом хромосом от 50 до 53. Кроме того, существуют породы домашних овец, в которых преобладают 52-хромосомные особи.
Представители рода, различающиеся по числу хромосом, могут скрещиваться и давать жизнеспособное и плодовитое потомство. В горах Эльбурс, где пересекаются ареалы муфлона (2n = 54) и уриала (2n = 58), существует группа особей гибридного происхождения. Количество хромосом у них составляет от 54 до 58.

## Жизненный цикл
Молодые особи называются ягнятами. Продолжительность беременности составляет около пяти месяцев. В среднем бараны достигают возраста от 10 до 12 лет.

## Поведение

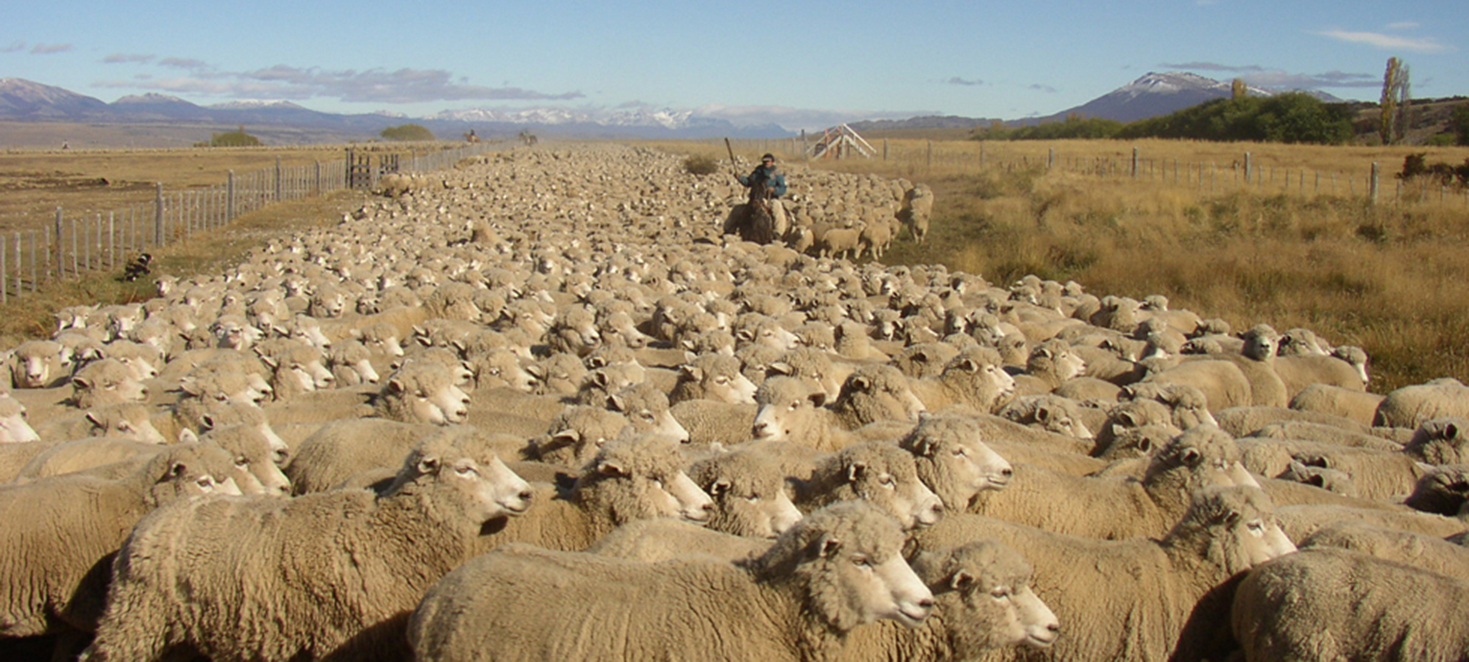
Овцы в Патагонии, Аргентина

Бараны ведут дневной образ жизни, однако в особо жаркие дни удаляются на отдых в тенистые места и переносят поиск пищи на вечернее или ночное время. Самки и молодняк образуют небольшие стада, которые иногда объединяются в более крупные. Самцы большую часть времени живут отдельно от самок, ведя либо одиночный образ жизни, либо являясь частью исключительно мужской группы. Внутри такой группы существует строгая иерархия, устанавливаемая в зависимости от величины рогов либо в прямых поединках. Бараны — растительноядные животные и питаются главным образом травами.

## Распространение
Дикие бараны встречаются в западной, центральной и северо-восточной Азии, а также на западе Северной Америки. В Европе они обитали на Балканском полуострове, но вымерли около 3 тысяч лет назад. О происхождении существующих на некоторых средиземноморских островах популяций муфлонов ведутся споры, являются ли они настоящими дикими баранами или же вновь одичавшими домашними животными. Большинство баранов обитает в гористых местностях, однако есть и такие, которые живут в пустынях, например некоторые популяции толсторогов.

## Эволюция
По результатам анализов митохондриальной ДНК эволюционные связи современных представителей рода реконструированы следующим образом:
| Муфлонообразные бараны | \| \| Муфлон (Ovis orientalis) + Домашняя овца (Ovis aries) \| \| \| \| \| \| Уриал (Ovis vignei) \| \| \| \| |
|                        | \| \| Муфлон (Ovis orientalis) + Домашняя овца (Ovis aries) \| \| \| \| \| \| Уриал (Ovis vignei) \| \| \| \| |
| Аргалиобразные бараны  | Архар (Ovis ammon)                                                                                            |
|                        | Архар (Ovis ammon)                                                                                            |
|                        | Муфлон (Ovis orientalis) + Домашняя овца (Ovis aries)                                                         |
|                        | |
|                        | Уриал (Ovis vignei)                                                                                           |
|                        | |

|  | Муфлон (Ovis orientalis) + Домашняя овца (Ovis aries) |
|  |                                                       |
|  | Уриал (Ovis vignei)                                   |
|  |                                                       |

| Азиатские    | Снежный баран (Ovis nivicola)                                                            |
|              | Снежный баран (Ovis nivicola)                                                            |
| Американские | \| \| Толсторог (Ovis canadensis) \| \| \| \| \| \| Баран Далла (Ovis dalli) \| \| \| \| |
|              | \| \| Толсторог (Ovis canadensis) \| \| \| \| \| \| Баран Далла (Ovis dalli) \| \| \| \| |
|              | Толсторог (Ovis canadensis)                                                              |
|              |                                                                                          |
|              | Баран Далла (Ovis dalli)                                                                 |
|              |                                                                                          |

|  | Толсторог (Ovis canadensis) |
|  |                             |
|  | Баран Далла (Ovis dalli)    |
|  |                             |

| Муфлонообразные бараны | \| \| Муфлон (Ovis orientalis) + Домашняя овца (Ovis aries) \| \| \| \| \| \| Уриал (Ovis vignei) \| \| \| \| |
|                        | \| \| Муфлон (Ovis orientalis) + Домашняя овца (Ovis aries) \| \| \| \| \| \| Уриал (Ovis vignei) \| \| \| \| |
| Аргалиобразные бараны  | Архар (Ovis ammon)                                                                                            |
|                        | Архар (Ovis ammon)                                                                                            |
|                        | Муфлон (Ovis orientalis) + Домашняя овца (Ovis aries)                                                         |
|                        | |
|                        | Уриал (Ovis vignei)                                                                                           |
|                        | |

|  | Муфлон (Ovis orientalis) + Домашняя овца (Ovis aries) |
|  |                                                       |
|  | Уриал (Ovis vignei)                                   |
|  |                                                       |

| Азиатские    | Снежный баран (Ovis nivicola)                                                            |
|              | Снежный баран (Ovis nivicola)                                                            |
| Американские | \| \| Толсторог (Ovis canadensis) \| \| \| \| \| \| Баран Далла (Ovis dalli) \| \| \| \| |
|              | \| \| Толсторог (Ovis canadensis) \| \| \| \| \| \| Баран Далла (Ovis dalli) \| \| \| \| |
|              | Толсторог (Ovis canadensis)                                                              |
|              |                                                                                          |
|              | Баран Далла (Ovis dalli)                                                                 |
|              |                                                                                          |

|  | Толсторог (Ovis canadensis) |
|  |                             |
|  | Баран Далла (Ovis dalli)    |
|  |                             |

## Классификация
Изначально классификация баранов основывалась на морфологических критериях, таких как форма рогов. Впоследствии стали использоваться данные о числе хромосом и строении митохондриальной ДНК. При этом разными авторами предлагались различные варианты классификации.
Некоторые исследователи предлагали включать в состав рода Ovis гривистых баранов и голубых баранов, однако обычно этот род принимается в более узком объёме.
Различаются и мнения о количестве видов. Одну и ту же группировку разные исследователи могут рассматривать как группу видов, отдельный вид, группу подвидов в пределах вида, или даже часть подвида.
| Русские названия | Русские названия      | Деление на виды в различных публикациях (в некоторых вариантах классификации рассматриваются только дикие виды, а домашние овцы исключены из рассмотрения) | Деление на виды в различных публикациях (в некоторых вариантах классификации рассматриваются только дикие виды, а домашние овцы исключены из рассмотрения) | Деление на виды в различных публикациях (в некоторых вариантах классификации рассматриваются только дикие виды, а домашние овцы исключены из рассмотрения) | Деление на виды в различных публикациях (в некоторых вариантах классификации рассматриваются только дикие виды, а домашние овцы исключены из рассмотрения) | Деление на виды в различных публикациях (в некоторых вариантах классификации рассматриваются только дикие виды, а домашние овцы исключены из рассмотрения) | Деление на виды в различных публикациях (в некоторых вариантах классификации рассматриваются только дикие виды, а домашние овцы исключены из рассмотрения) | Деление на виды в различных публикациях (в некоторых вариантах классификации рассматриваются только дикие виды, а домашние овцы исключены из рассмотрения) |
| Русские названия | Русские названия      | Groves & Grubb, 2011 | Nadler et al., 1973 | Festa-Bianchet | Nowak, 1999; Павлинов, 2006; Rezaei & al., 2010 | Shackleton & Lovari, 1997 | Grubb, 2005 | Соколов, 1979; Данилкин, 2005 |
| ---------------- | --------------------- | --- | --- | --- | --- | --- | --- | --- |
| Домашняя овца    | Домашняя овца         | | | Ovis aries | Ovis aries | | Ovis aries | |
| Муфлоны          | Европейский муфлон    | Ovis musimon | Ovis gmelini | Ovis orientalis | Ovis orientalis | Ovis ammon | Ovis aries | |
| Муфлоны          | Кипрский муфлон       | Ovis orientalis | Ovis gmelini | Ovis orientalis | Ovis orientalis | Ovis ammon | Ovis aries | |
| Муфлоны          | Армянский муфлон      | Ovis orientalis | Ovis gmelini | Ovis orientalis | Ovis orientalis | Ovis ammon | Ovis aries | Ovis gmelini |
| Муфлоны          | Исфаханский муфлон    | Ovis orientalis | Ovis gmelini | Ovis orientalis | Ovis orientalis | Ovis ammon | Ovis aries | Ovis isphaganica |
| Муфлоны          | Ларистанский муфлон   | Ovis orientalis | Ovis gmelini | Ovis orientalis | Ovis orientalis | Ovis ammon | Ovis aries | Ovis laristanica |
| Уриалы           | Ладакский уриал       | Ovis vignei | Ovis vignei | Ovis vignei | Ovis orientalis | Ovis ammon | Ovis aries | Ovis vignei |
| Уриалы           | Пенджабский уриал     | Ovis punjabiensis | Ovis vignei | Ovis vignei | Ovis orientalis | Ovis ammon | Ovis aries | Ovis vignei |
| Уриалы           | Бухарский уриал       | Ovis bochariensis | Ovis vignei | Ovis vignei | Ovis orientalis | Ovis ammon | Ovis aries | Ovis vignei |
| Уриалы           | Ovis arabica          | | Ovis vignei | Ovis vignei | Ovis orientalis | Ovis ammon | Ovis aries | Ovis vignei |
| Уриалы           | Устюртский баран      | Ovis cycloceros | Ovis vignei | Ovis vignei | Ovis orientalis | Ovis ammon | Ovis aries | Ovis vignei |
| Уриалы           | Туркменский баран     | Ovis cycloceros | Ovis vignei | Ovis vignei | Ovis orientalis | Ovis ammon | Ovis aries | Ovis vignei |
| Архары           | Кызылкумский баран    | Ovis severtzovi | Ovis ammon | Ovis ammon | Ovis orientalis | Ovis ammon | Ovis ammon | Ovis ammon |
| Архары           | Каратауский баран     | Ovis nigrimontana | Ovis ammon | Ovis ammon | Ovis ammon | Ovis ammon | Ovis ammon | Ovis ammon |
| Архары           | Памирский баран       | Ovis polii | Ovis ammon | Ovis ammon | Ovis ammon | Ovis ammon | Ovis ammon | Ovis ammon |
| Архары           | Тяньшаньский баран    | Ovis karelini | Ovis ammon | Ovis ammon | Ovis ammon | Ovis ammon | Ovis ammon | Ovis ammon |
| Архары           | Казахстанский аргали  | Ovis collium | Ovis ammon | Ovis ammon | Ovis ammon | Ovis ammon | Ovis ammon | Ovis ammon |
| Архары           | Алтайский аргали      | Ovis ammon | Ovis ammon | Ovis ammon | Ovis ammon | Ovis ammon | Ovis ammon | Ovis ammon |
| Архары           | Баран Дарвина         | Ovis darwini | Ovis ammon | Ovis ammon | Ovis ammon | Ovis ammon | Ovis ammon | Ovis ammon |
| Архары           | Северокитайский баран | Ovis jubata | Ovis ammon | Ovis ammon | Ovis ammon | Ovis ammon | Ovis ammon | Ovis ammon |
| Архары           | Тибетский баран       | Ovis hodgsoni | Ovis ammon | Ovis ammon | Ovis ammon | Ovis ammon | Ovis ammon | Ovis ammon |
| Снежный баран    | Снежный баран         | Ovis nivicola | Ovis nivicola | Ovis nivicola | Ovis nivicola | Ovis nivicola | Ovis nivicola | Ovis canadensis |
| Баран Далла      | Баран Далла           | Ovis dalli | Ovis dalli | Ovis dalli | Ovis dalli | Ovis dalli | Ovis dalli | Ovis canadensis |
| Толсторог        | Толсторог             | Ovis canadensis | Ovis canadensis | Ovis canadensis | Ovis canadensis | Ovis canadensis | Ovis canadensis | Ovis canadensis |

Существуют различные мнения и о возможности использования видового названия Ovis orientalis. Оно нередко использовалось в качестве научного названия муфлонов, однако, как выяснилось, первоначально было присвоено гибриду муфлона и уриала. Поэтому некоторые авторы, рассматривающие муфлонов и уриалов как представителей разных видов, считают, что в соответствии с требованиями Международного кодекса зоологической номенклатуры название Ovis orientalis не должно употребляться. Для обозначения муфлонов они предлагают использовать название Ovis gmelini.
Обычно в составе рода выделяются две крупных группировки. В первую наряду с домашними овцами входят виды из Западной, Южной и Центральной Азии — муфлоны, уриалы и архары, а во вторую — снежные бараны из Сибири и бараны Северной Америки (толсторог и баран Далла). Как правило, эти группировки рассматриваются в качестве подродов Ovis и Pachyceros.
В составе первого подрода обычно выделяют 1—5 видов, в составе второго 1—3 вида. Ниже представлен один из наиболее распространённых вариантов классификации, основанный в значительной степени на количестве хромосом в диплоидных клетках (2n).
- Подрод Ovis
  - Ovis aries — домашняя овца. 2n = 54
  - Ovis gmelini — муфлон. 2n = 54
  - Ovis vignei — уриал. 2n = 58
  - Ovis ammon — архар. 2n = 56
- Подрод Pachyceros
  - Ovis nivicola — снежный баран. 2n = 52
  - Ovis canadensis — толсторог. 2n = 54
  - Ovis dalli — баран Далла. 2n = 54